# Zinnwaldita
Zinnwaldita és el nom amb què es coneix un grup de minerals del grup de la mica trioctaedral, de la classe dels silicats. Aquest grup rep el seu nom de la localitat de Zinnwald, entre Alemanya i la República Txeca.

## Característiques
La zinnwaldita és considerada una sèrie de solució sòlida entre la siderofil·lita i la polilitionita, amb una fórmula entre KFe2+₂Al(Al₂Si₂O10)(OH)₂ i KLi₂Al(Si₄O10)(F,OH)₂. Pertany al grup mica de minerals. En exfoliar-se, les làmines són flexibles i elàstiques, pel que un cop doblegades tendeixen a recuperar la seva forma original. Els bells exemplars són molt cobejats pels col·leccionistes per la seva escassetat i raresa.

## Formació i jaciments
És un mineral de formació neumatolítica que apareix en roques pegmatites hidrotermals del granit, en el mateix ambient que poden formar la cassiterita i el topazi. Els minerals més típicament associats a aquest mineral són quars, apatita, feldespat i altres minerals metàl·lics. Hi ha importants jaciments a Cornualla (Anglaterra), Saxònia (Alemanya) i a Califòrnia. És explotat en mines per a l'obtenció industrial de liti.